# 马来西亚工人党
马来西亚工人党（abbrev. PPM）是马来西亚一个已不存在的左翼政党。该党由甘嘉·納亞爾于1978年成立，并参与了当年的大选，但一无所获。此后该党迅速沉寂下来，成为典型的“蚊子党”。
该党的党徽与主席甘嘉·納亞爾此前所属的马来亚劳工党极为相似，只是色调采用了象征伊斯兰教的绿色。
2015年，在党争中惨败的马来西亚伊斯兰党开明派另行组织“新希望运动”，并向社团注册局申请成立新党“进步伊斯兰党”，但申请被驳回。该派便接管马来西亚工人党，随后申请改名成为“国家诚信党”。 9月16日，国家诚信党正式成立，甘嘉·納亞爾的女儿纳利娜·纳亚尔将党旗移交给国家诚信党主席末沙布。10月2日，社团注册局正式批准该党申请易名。